# ناوليق
ناوليق هي قرية في مقاطعة ميانة، إيران. عدد سكان هذه القرية هو 315 في سنة 2006.